# 青菜漬け
青菜漬け（せいさいづけ）は、高菜の仲間の青菜（せいさい）という野菜を漬けた漬物。青菜自体が独特の辛みを持っているため、独特の風味を持つ。山形県を中心に食べられる郷土料理である。

## 調理法
青菜（あるいは山形青菜とも呼ぶ）は、高菜の仲間の漬け菜であり、秋口に種をまき、雪の降る前に収穫される。収穫し、軽く日干しにした青菜を漬け物桶に並べ、塩漬けにする。これを一度取り出して塩抜きし、醤油や昆布、鷹の爪などの調味料を加えた調味液で本漬けにする。冬期間の保存食としての側面があり、塩分が濃い目に漬けられることが多い。漬けてすぐは葉の青さと辛味が残った漬物であるが、日がたつと古漬けの野沢菜漬や高菜漬のようなべっこう色を帯びてくる。
盛り付けの際に、3 - 5センチメートルほどの長さで切り揃え、皿に盛る。この際、うま味調味料や醤油を掛ける場合がある。
そのまま漬物として、あるいは葉でおにぎりを巻いて食べる。また、古漬けは塩抜きして油いためや煮物などにすることがある。
おみ漬けは、裁断の時の青菜の屑を活用した漬物である。